# Цэрэндондовын Навааннэрэн
Цэрэндондовын Навааннэрэн (1877—1937) — двадцатый и последний монгольский Сэцэн-хан (из числа потомков Чингисхана), один из руководителей национальной революции, министр юстиции в богдо-ханской Монголии, министр внутренних дел МНР.

## Биография
Навааннэрэн родился в 1877 году. Его отец, тайджи Цэрэндондов, потерпев неудачу в борьбе со своим двоюродным братом Дэмчигдоржем за престол Сэцэн-хана, умер вскоре после его рождения, и Навааннэрэн воспитывался дядей. В детстве был отдан в монастырь, изучил китайский и маньчжурский языки. В 1910 году занял сэцэн-ханский престол в связи отсутствием у Дэмчигдоржа собственного сына; пережил неудачное покушение на убийство.
10 июля 1911 года участвовал в съезде халхаских ханов близ Урги, на котором было составлено и подписано письмо к властям Российской империи с просьбой об оказании поддержки в борьбе с маньчжурским гнётом. После национальной революции Богдо-хан пожаловал ему титул «Махасамади Далай Сэцэн-хан»; в 1912 году Навааннэрэн был назначен советником министра общего распоряжения, в 1915 году — министром юстиции.
После Народной революции был главой сейма Хан-Хэнтий-Уульского аймака, членом Малого народного хурала МНР, заместителем начальника Учёного комитета. В 1922 году, в связи с отсутствием сына, развёлся с женой и вновь стал монахом под именем Юндэндорж. Позже с 1922 по 1925 год занимал в народном правительстве пост министра внутренних дел. Участвовал в качестве делегата в III Съезде МНП.
Казнён в ходе репрессий конца 1930-х годов; в 1991 году реабилитирован.

## Дань памяти
- В 2010 году в Национальном историческом музее прошла посвящённая Навааннэрэну выставка, приуроченная к столетнему юбилею восшествия его на престол Сэцэн-хана.[4]